# Keigo Shimizu
Keigo Shimizu (japonès: 清水啓吾)  (Nagasaki, 2 de juliol de 1939) és un nedador japonès, ja retirat, especialista en estil lliure, que va competir durant les dècades de 1950 i 1960.
El 1960 va prendre part en els Jocs Olímpics d'Estiu de Roma, on disputà dues proves del programa de natació. Guanyà la medalla de plata de bronze en els 4x100 metres estils, tot formant equip amb Kazuo Tomita, Koichi Hirakida i Yoshihiko Osaki, mentre en els 100 metres lliures quedà eliminat en semifinals.
En el seu palmarès també destaquen tres medalles d'or a les Universíades de 1961 i tres més, també d'or, als Jocs Asiàtics de 1962.